# Эри (округ, Пенсильвания)
Округ Эри (англ. Erie County) располагается в штате Пенсильвания, США. Официально образован 12 марта 1800 года. По состоянию на 2010 год, численность населения составляла 280 566 человек.

## География
По данным Бюро переписи США, общая площадь округа равняется 4035,224 км2, из которых 2069,153 км2 суша и 1966,071 км2 или 48,700 % это водоёмы.

## Население
По данным переписи населения 2010 года в округе проживает 280 566 жителей в составе 110 413 домашних хозяйств и 70 196 семей. Плотность населения составляет 135,60 человек на км2. На территории округа насчитывается 119 138 жилых строений, при плотности застройки около 57,60-ти строений на км2. Расовый состав населения: белые — 88,20 %, афроамериканцы — 7,20 %, коренные американцы (индейцы) — 0,20 %, азиаты — 1,10 %, гавайцы — 0,03 %, представители других рас — 1,20 %, представители двух или более рас — 2,10 %. Испаноязычные составляли 3,40 % населения независимо от расы.
В составе 18,00 % из общего числа домашних хозяйств проживают дети в возрасте до 18 лет, 13,20 % домашних хозяйств представляют собой супружеские пары проживающие вместе, 36,40 % домашних хозяйств представляют собой одиноких женщин без супруга, 0,00 % домашних хозяйств не имеют отношения к семьям, 29,30 % домашних хозяйств состоят из одного человека, 11,30 % домашних хозяйств состоят из престарелых (65 лет и старше), проживающих в одиночестве. Средний размер домашнего хозяйства составляет 2,42 человека, и средний размер семьи 3,00 человека.
Возрастной состав округа: 26,50 % моложе 20 лет, средний возраст жителя округа 38,6 лет. На каждые 100 женщин приходится 96,73 мужчин.